# Scapulaseius
Scapulaseius är ett släkte av spindeldjur. Scapulaseius ingår i familjen Phytoseiidae.

## Dottertaxa tillScapulaseius, i alfabetisk ordning[1]
- Scapulaseius andamanicus
- Scapulaseius annae
- Scapulaseius anuwati
- Scapulaseius arecae
- Scapulaseius asiaticus
- Scapulaseius assamensis
- Scapulaseius baiyunensis
- Scapulaseius bariles
- Scapulaseius beelarong
- Scapulaseius brevibrachii
- Scapulaseius cantonensis
- Scapulaseius cornuformis
- Scapulaseius endiandrae
- Scapulaseius eucalypticus
- Scapulaseius ficilocus
- Scapulaseius filipinus
- Scapulaseius garciai
- Scapulaseius grandiductus
- Scapulaseius guizhouensis
- Scapulaseius hapoli
- Scapulaseius heidrunae
- Scapulaseius hova
- Scapulaseius huanggangensis
- Scapulaseius japonicus
- Scapulaseius jianyangensis
- Scapulaseius jimenezi
- Scapulaseius labis
- Scapulaseius leei
- Scapulaseius linharis
- Scapulaseius maigsius
- Scapulaseius makilingensis
- Scapulaseius markwelli
- Scapulaseius neomarkwelli
- Scapulaseius newsami
- Scapulaseius officinaria
- Scapulaseius oguroi
- Scapulaseius okinawanus
- Scapulaseius papuaensis
- Scapulaseius polyantheae
- Scapulaseius pulupotus
- Scapulaseius rarosi
- Scapulaseius reptans
- Scapulaseius rimandoi
- Scapulaseius robustus
- Scapulaseius sapienticola
- Scapulaseius siamensis
- Scapulaseius sichuanensis
- Scapulaseius sigridae
- Scapulaseius sorghumae
- Scapulaseius sottoi
- Scapulaseius stilus
- Scapulaseius suknaensis
- Scapulaseius tasaformis
- Scapulaseius vertunculus
- Scapulaseius vestificus
- Scapulaseius vignae
- Scapulaseius yandala
- Scapulaseius yarnde
- Scapulaseius yarra
- Scapulaseius yera
- Scapulaseius yerracharta